# Olynthus narbal
Olynthus narbal is een vlinder uit de familie van de Lycaenidae. De wetenschappelijke naam van de soort werd als Papilio narbal in 1790 gepubliceerd door Caspar Stoll.

## Synoniemen
- Thecla fessa Möschler, 1883
- Thecla amplus Druce, 1907